# Daniel Wesson
Daniel Baird Wesson (Worcester, 18 maggio 1825 – Springfield, 4 agosto 1906) è stato un inventore e imprenditore statunitense cofondatore della Smith & Wesson che contribuì ad apportare sensibili miglioramenti alle armi a ripetizione.

## Biografia

### Origini e formazione
Figlio di Rufus e Betsey (Baird) Wesson, un agricoltore e fabbricante di aratri di legno, iniziò a lavorare con il padre già da studente, fino all'età di diciotto anni, quando iniziò a collaborare con il fratello Edwin Wesson (fabbricante di pistole e fucili negli anni 1840) a Northborough.
Daniel aveva cinque sorelle e quattro fratelli: Cornelia (n. 1810), Edwin (n. 1811), Betsy (n. 1814), Rufus Jr. (n. 1815), Charlotte (n. 1819), Jane (n. 1823), Franklin (n. 1828), Martin (data di nascita sconosciuta) e Frances (n. 1830).
Si sposò con Cynthia Maria Hawes, il 26 maggio 1847 a Thompson ed ebbe una figlia e tre figli: Sarah Janette Wesson Bull (n. 1848), Walter Wesson (direttore alla Smith & Wesson, n. 1850), Frank Wesson (data di nascita sconosciuta) e Joseph Wesson (direttore alla Smith & Wesson, data di nascita sconosciuta).

### La fondazione della Smith & Wesson
Nel 1854, Daniel B. Wesson creò una società, con Horace Smith e Courtlandt Palmer, per sviluppare la pistola Smith & Wesson a ripetizione ed il primo fucile a ripetizione - il fucile Volcanic. La produzione avveniva nel negozio di Horace Smith a Norwich nel Connecticut. In origine venne usato il marchio Smith & Wesson Company poi cambiato in Volcanic Repeating Arms Company nel 1855, con l'ingresso di nuovi soci, fra i quali Oliver Winchester. La Volcanic Repeating Arms Company ottenne tutti i diritti  sulle armi Volcanic (sia pistole che fucili erano in produzione in quel periodo) ed anche sulle munizioni, dalla Smith and Wesson Company. Wesson rimase come direttore della fabbrica per otto anni prima di riassociarsi a Smith per fondare la "Smith & Wesson Revolver Company" dopo aver ottenuto il brevetto del Rollin White, cilindro a retro carica.
Nel 1856 Smith & Wesson iniziarono a produrre un piccolo revolver progettato per usare le cartucce Rimfire brevettate nell'agosto 1854. Questo fu il primo revolver di successo, con caricatore, ad essere messo in commercio nel mondo intero. Smith & Wesson depositarono i brevetti della pistola - per evitare che altri produttori realizzassero un revolver con caricatore - dando alla giovane azienda un business molto redditizio.

### Gli ultimi anni e la morte
All'età di 65 anni, Horace Smith si ritirò dagli affari vendendo le sue azioni a D. B. Wesson, divenendo quest'ultimo il solo proprietario dell'azienda.
Nel 1899, Smith & Wesson immise sul mercato quella che è probabilmente l'arma più famosa al mondo, il revolver 0,38 Military & Police (modello 10). Questo revolver è in produzione continua a partire da quell'anno ed è stato utilizzato praticamente da tutte le polizia e le forze militari in tutto il mondo.